# Hochsegel

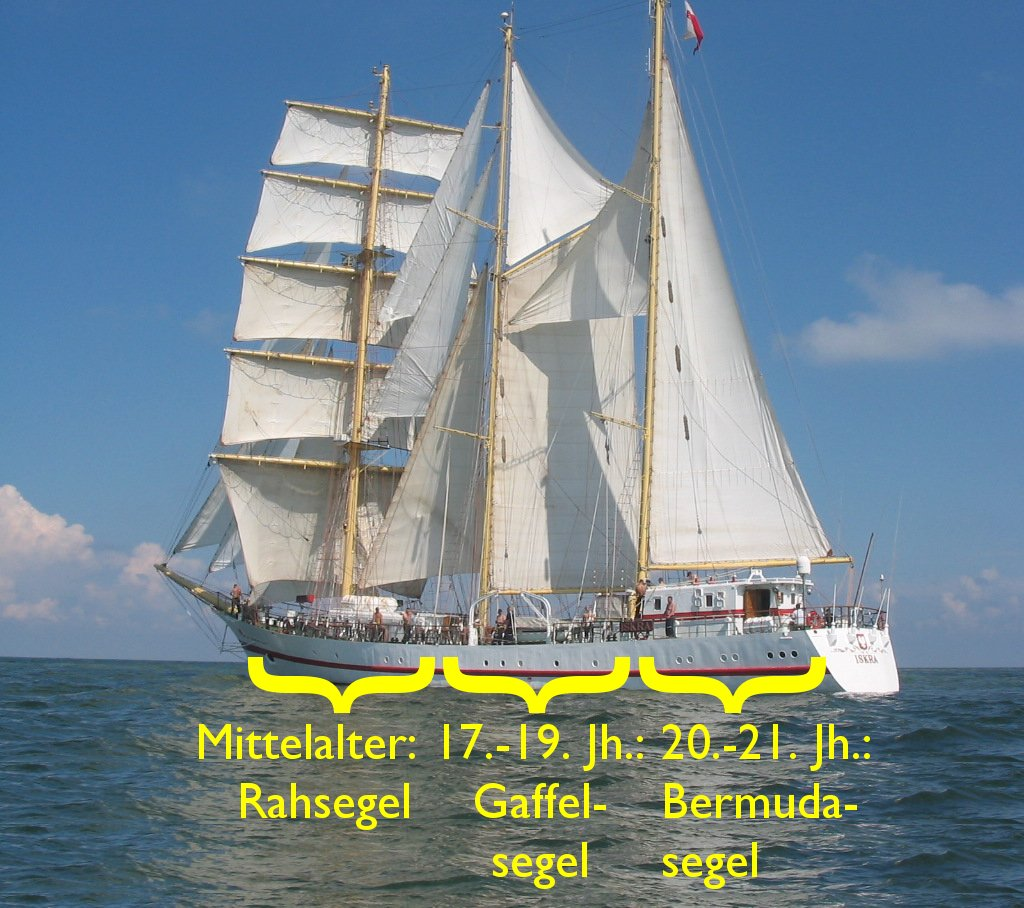
Iskra: Rahsegel (li.), Gaffelsegel (Mitte, mit Toppsegel und Stagsegel) und Hochsegel (re.)

Vergleich Gaffelsegel (links) und Hochsegel

Das Hochsegel (ältere Bezeichnung: Bermudasegel) ist ein Segel in der Form eines Dreiecks. Die vordere Kante des Segels (Vorliek) ist am Mast angeschlagen, die untere Kante (Unterliek) wird zumeist mit Baum gefahren.
Das Hochsegel hat sich aus dem Gaffelsegel entwickelt. Es unterscheidet sich von ihm durch das Fehlen der Gaffel und die dreieckige Form mit einem längeren Vorliek bei gleicher Segelfläche (siehe untere Skizze). Daraus resultieren aerodynamische Vorteile, die unter anderem dadurch bedingt sind, dass die große Wirbelzone, die beim Gaffelsegel im Bereich des Oberlieks und der Gaffel auftritt, beim Hochsegel nicht vorhanden ist. Für eine entsprechend große Segelfläche wird allerdings ein höherer Mast benötigt.
Hochsegel gehören zur Gruppe der Schratsegel. Sie sind heute bei den meisten modernen Segelbooten anzutreffen, da sie einfach zu bedienen sind und mit ihnen gut gegen den Wind aufgekreuzt werden kann. 